# Fabian Eder
Fabian Eder (* 1. Juli 1963 in Wien) ist ein österreichischer Filmemacher, Regisseur, Kameramann und Autor.

## Karriere
Nach der Matura hat Fabian Eder an der Filmakademie Wien studiert und seit Ende der 1980er Jahre als Kameramann gearbeitet. Sein Abschlussfilm "Himmel oder Hölle" unter der Regie von Wolfgang Murnberger wurde auf über 40 internationalen Festivals gezeigt und vielfach ausgezeichnet, darunter in Rotterdam, Tokio und beim Max-Ophüls-Preis in Saarbrücken. Er hat als Kameramann bei über 50 Kino- und Fernsehfilmen sowie rund 200 Werbefilmen mitgearbeitet und wurde mehrfach ausgezeichnet, unter anderem mit der Manaki Bros. Camera Bronze (1995) und der Romy für "Beste Kamera" (2000).
Mit der Literaturverfilmung von Barbara Frischmuths Roman Die Schrift des Freundes gab er sein Regiedebüt. Neben seiner filmischen Tätigkeit ist Eder auch als Autor aktiv. Er veröffentlichte mehrere Werke im Braumüller Verlag in Wien. Im Jahr 2007 gründete Eder gemeinsam mit seiner Frau Katharina Stemberger die Produktionsfirma "BACKYARD – Manufaktur für Film". Unter diesem Label entstanden mehrere Dokumentarfilme mit gesellschaftspolitischem Fokus.
Eder war von 2013 bis 2022 Vorstandsvorsitzender der Verwertungsgesellschaft der Filmschaffenden (VdFS) und ab 2017 als Obmann des Dachverbands der Österreichischen Filmschaffenden. Er ist Ehrenmitglied des Austrian Association of Cinematographers (AAC) und Träger der Goldenen Ehrennadel des Österreichischen Genossenschaftsverbands.
Fabian Eder wurde auf der Diagonale 2021 mit dem Publikumspreis für seinen Dokumentarfilm Der schönste Tag ausgezeichnet. Darüber hinaus war Der schönste Tag 2023 für den Franz-Grabner-Preis in der Kategorie Kinodokumentarfilm nominiert.

## Leben
Er ist der Sohn des Regisseurs und Schauspielers Otto Anton Eder und der Schauspielerin Bibiana Zeller. Seit 2002 ist er mit Katharina Stemberger verheiratet. Das Paar hat eine gemeinsame Tochter und lebt in Wien.

## Filmografie (Auswahl)

### Regie und Kamera
- 2005: Die Schrift des Freundes
- 2008: Tatort – Granit
- 2009: Am Seil
- 2011: Reis, wie Nikos ihn mag (Dokumentarfilm)
- 2012: Tatort – Kein Entkommen
- 2012: Griechenland blüht (Dokumentarfilm)
- 2014: Keine Insel (Dokumentarfilm)
- 2015: Wohin und nicht zurück (Dokumentarfilm)
- 2021: Der schönste Tag (Dokumentarfilm)

### Kamera
- 1991: Himmel oder Hölle
- 1994: Ich gelobe
- 1997: Hannah
- 1999: Das Mädchen aus der Torte
- 2000: Simon Polt – Polt muss weinen
- 2000: Die Fremde
- 2001: Die Gottesanbeterin
- 2001: Simon Polt – Blumen für Polt
- 2002: Brüder
- 2002: Simon Polt – Himmel, Polt und Hölle
- 2003: Simon Polt – Polterabend
- 2006: Brüder III – Auf dem Jakobsweg
- 2006: Lapislazuli – im Auge des Bären

### Drehbuch
- 2005: Die Schrift des Freundes
- 2007: Ich und Kaminski
- 2012: Tatort – Kein Entkommen

## Bücher
- 2012: Aufstand (Roman)
- 2012: Keine Angst (Kurztext)
- 2013: Griechenland blüht (Reiseerzählung)

## Hörbücher
- 2013: Aufstand. Gelesen von Cornelius Obonya, Mono Verlag, Wien. ISBN 978-3-902727-47-3

## Auszeichnungen
- 1995: Manaki Bros. Camera Bronce für Ich gelobe
- 2000: Romy, „Beste Kamera“ für Der Schandfleck und Das Mädchen aus der Torte
- 2021: Diagonale 2021 Publikumspreis für Der schönste Tag